# Sezon 2012/2013 w klubowej europejskiej piłce siatkowej mężczyzn
Sezon 2012/2013 w klubowej europejskiej piłce siatkowej mężczyzn obejmuje rozgrywki o mistrzostwo, puchar i superpuchar państw, których federacje zrzeszone są w Europejskiej Konfederacji Piłki Siatkowej (CEV) oraz puchary europejskie. W Andorze, Azerbejdżanie, Gibraltarze, Liechtensteinie, Monako, San Marino oraz Walii nie odbyły się żadne oficjalne seniorskie rozgrywki klubowe.

## Rozgrywki klubowe
obroniony tytuł z poprzedniego sezonu

### międzynarodowe
| Rozgrywki        | Zwycięzca             | Zwycięzca |
| ---------------- | --------------------- | --------- |
| Liga Mistrzów    | Lokomotiw Nowosybirsk | (więcej)  |
| Puchar CEV       | Halkbank              | (więcej)  |
| Puchar Challenge | Copra Elior Piacenza  | (więcej)  |

### regionalne
| Rozgrywki       | Mistrzostwo                    | Mistrzostwo |
| --------------- | ------------------------------ | ----------- |
| BVA             | İstanbul Büyükşehir Belediyesi | (więcej)    |
| MEVZA           | ACH Volley Lublana             | (więcej)    |
| NEVZA           | Nyborg VBK                     | (więcej)    |
| Schenker League | TTÜ                            | (więcej)    |

### krajowe
| Państwo              | Rozgrywki ligowe              | Rozgrywki ligowe | Zdobywca pucharu              | Zdobywca pucharu | Zdobywca superpucharu      |
| -------------------- | ----------------------------- | ---------------- | ----------------------------- | ---------------- | -------------------------- |
| Albania              | Studenti Tirana               |                  | Studenti Tirana               |                  |                            |
| Anglia               | London Polonia                |                  | Wessex BU                     |                  |                            |
| Armenia              | FIMA Erywań                   |                  |                               |                  |                            |
| Austria              | SK Posojilnica Aich/Dob       | (więcej)         | TSV Volksbank Hartberg        |                  |                            |
| Belgia               | Knack Roeselare               | (więcej)         | Knack Roeselare               |                  | Noliko Maaseik             |
| Białoruś             | Stroitiel Mińsk               |                  | Stroitiel Mińsk               |                  |                            |
| Bośnia i Hercegowina | OK Kakanj                     |                  | MOK Jedinstvo                 |                  |                            |
| Bułgaria             | Marek Junion-Iwkoni Dupnica   |                  | Marek Junion-Iwkoni Dupnica   |                  |                            |
| Chorwacja            | OK Mladost Marina Kaštela     |                  | OK Rovinj                     |                  |                            |
| Cypr                 | Nea Salamina Famagusta        |                  | Pokka AE Karawa Lambusa       |                  | Pokka AE Karawa Lambusa    |
| Czarnogóra           | Budvanska Rivijera Budva      |                  | Budvanska Rivijera Budva      |                  |                            |
| Czechy               | VK Ostrava                    | (więcej)         | VK Dukla Liberec              |                  |                            |
| Dania                | Marienlyst Odense             |                  | Marienlyst Odense             |                  |                            |
| Estonia              | Selver Tallinn                |                  | Pärnu VK                      |                  |                            |
| Finlandia            | Kokkolan Tiikerit             |                  | Vammalan Lentopallo           |                  |                            |
| Francja              | Tours VB                      | (więcej)         | Tours VB                      |                  | Tours VB                   |
| Grecja               | Olympiakos SFP                |                  | Olympiakos SFP                |                  |                            |
| Grenlandia           | PVN                           |                  |                               |                  |                            |
| Hiszpania            | Unicaja Almería               | (więcej)         | CAI Voleibol Teruel           |                  | CAI Voleibol Teruel        |
| Holandia             | Landstede Volleybal/VCZ       |                  | FirmX Orion Doetinchem        |                  | Landstede Volleybal/VCZ    |
| Irlandia             | Aer Lingus                    | (więcej)         | Aer Lingus                    |                  |                            |
| Irlandia Północna    | Richhill Raiders              |                  | Ulster Jordanstown            |                  |                            |
| Islandia             | HK                            |                  | HK                            |                  |                            |
| Izrael               | Hapoel Matte Aszer            |                  | Hapoel Matte Aszer            |                  |                            |
| Litwa                | Antivis-Etovis Kelmė          |                  | Flamingo Volley/SM Tauras     | (więcej)         |                            |
| Luksemburg           | CHEV Diekirch                 |                  | VC Strassen                   |                  |                            |
| Łotwa                | VK Biolars Jełgawa            |                  | VK Biolars Jełgawa            | (więcej)         |                            |
| Macedonia            | Vardar Skopje                 |                  | Vardar Skopje                 |                  |                            |
| Malta                | FDL Office Group              |                  | FDL Office Group              |                  | Aloysians Defenders        |
| Mołdawia             | Dinamo MAI Kiszyniów          |                  | Dinamo MAI Kiszyniów          |                  |                            |
| Niemcy               | Berlin Recycling Volleys      | (więcej)         | Generali Haching              |                  |                            |
| Norwegia             | Førde VBK                     |                  | Nyborg VBK                    |                  |                            |
| Polska               | Asseco Resovia Rzeszów        | (więcej)         | ZAKSA Kędzierzyn-Koźle        | (więcej)         | PGE Skra Bełchatów         |
| Portugalia           | SL Benfica                    |                  | AJ Fonte Bastardo             |                  | SL Benfica                 |
| Rosja                | Biełogorje Biełgorod          | (więcej)         | Biełogorje Biełgorod          |                  | Zenit Kazań                |
| Rumunia              | Tomis Konstanca               |                  | Tomis Konstanca               |                  |                            |
| Serbia               | Crvena zvezda Belgrad         |                  | Crvena zvezda Belgrad         |                  | Crvena zvezda Belgrad      |
| Słowacja             | Volley Team UNICEF Bratislava | (więcej)         | Volley Team UNICEF Bratislava |                  |                            |
| Słowenia             | ACH Volley Lublana            |                  | ACH Volley Lublana            |                  |                            |
| Szkocja              | City of Edinburgh             |                  | Kilmarnock Blaze              |                  |                            |
| Szwajcaria           | EN Gas & Oil Lugano           | (więcej)         | EN Gas & Oil Lugano           |                  | EN Gas & Oil Lugano        |
| Szwecja              | Hylte/Halmstad VBK            |                  | Hylte/Halmstad VBK            |                  |                            |
| Turcja               | Arkas Spor Izmir              |                  | Halkbank                      |                  | Fenerbahçe Grundig         |
| Ukraina              | Łokomotyw Charków             |                  | Łokomotyw Charków             |                  |                            |
| Węgry                | Fino Kaposvár SE              |                  | Fino Kaposvár SE              |                  |                            |
| Włochy               | Itas Diatec Trentino          | (więcej)         | Itas Diatec Trentino          | (więcej)         | Lube Banca Marche Macerata |
| Wyspy Owcze          | ÍF                            |                  | ÍF                            |                  |                            |